# 單紋片鱂脂鯉
單紋片鱂脂鯉，為輻鰭魚綱脂鯉目脂鯉亞目鱂脂鯉科的其一種，分布於南美洲委內瑞拉Roraima及Gran Sabana流域，體長可達14.6公分，棲息底層水域，生活習性不明。